# A2-es autópálya (Szlovénia)
Az A2-es autópálya (szlovénul: avtocesta A2) gyakran nevezik "Gorenjska" vagy "Dolenjska autópálya", vagy "Ilirikának" egy Szlovéniában található észak-dél irányú autópálya, 175 km hosszú. 2005-ben 133,1 km készült el az útból. Az osztrák határtól (A11) a horvát határig (A3) ér el a sztráda. Többek között érinti Jesecnicét Kranjt, Ljubljanát és Novo Mestot és Brežicét is. Az utat 1981-2008-ig építették, 27 éven át. Az jugoszláv államszövetség legfontosabb autópályája volt, összekötve a tagállamok székhelyeit, így Ljubljanát Belgráddal, egyben a NSZK-Ausztria-Karavanka alagút-Jugoszlávia-Görögország vendégmunkás és tranzit forgalom legfontosabb útja volt a vasfüggöny megkerülésével. A délszláv háború 1991-es kirobbanásával jelentőségét elveszítette, amit az Európai Unió bővülése és az időközben létrejött schengeni határok nélküli zóna következtében ma már a Magyarországon átvezető útvonal tölt be.

## Európai útszámozás
| Szám | Útvonal                                 |
| ---- | --------------------------------------- |
|      | / Jesenice - Ljubljana (Razcep Kozarje) |
|      | Ljubljana (Razcep Kozarje) - Obrežje /  |

## Képek

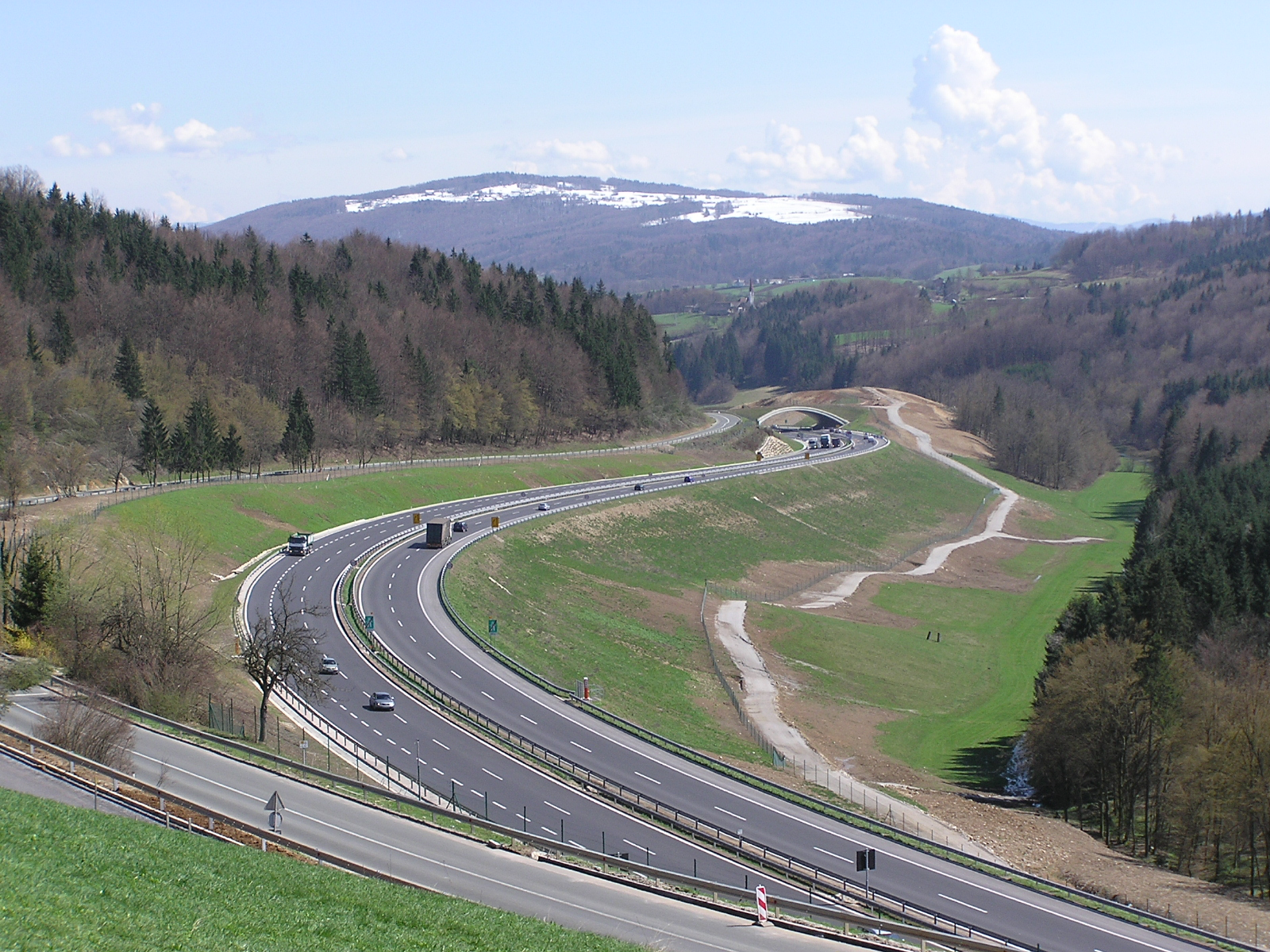
Az A2 Medvedjeknél
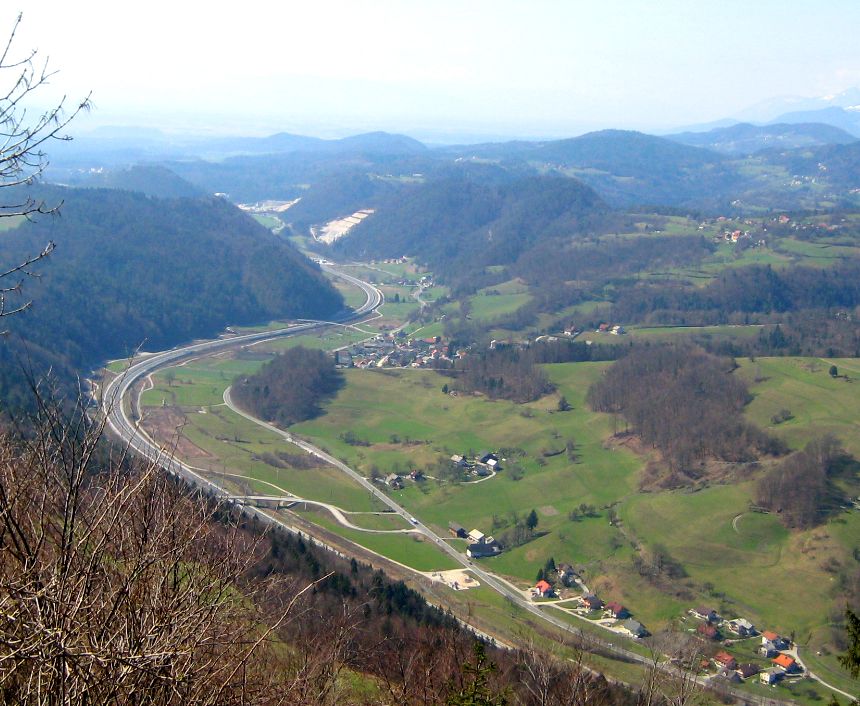
Az A2 madártávlatból
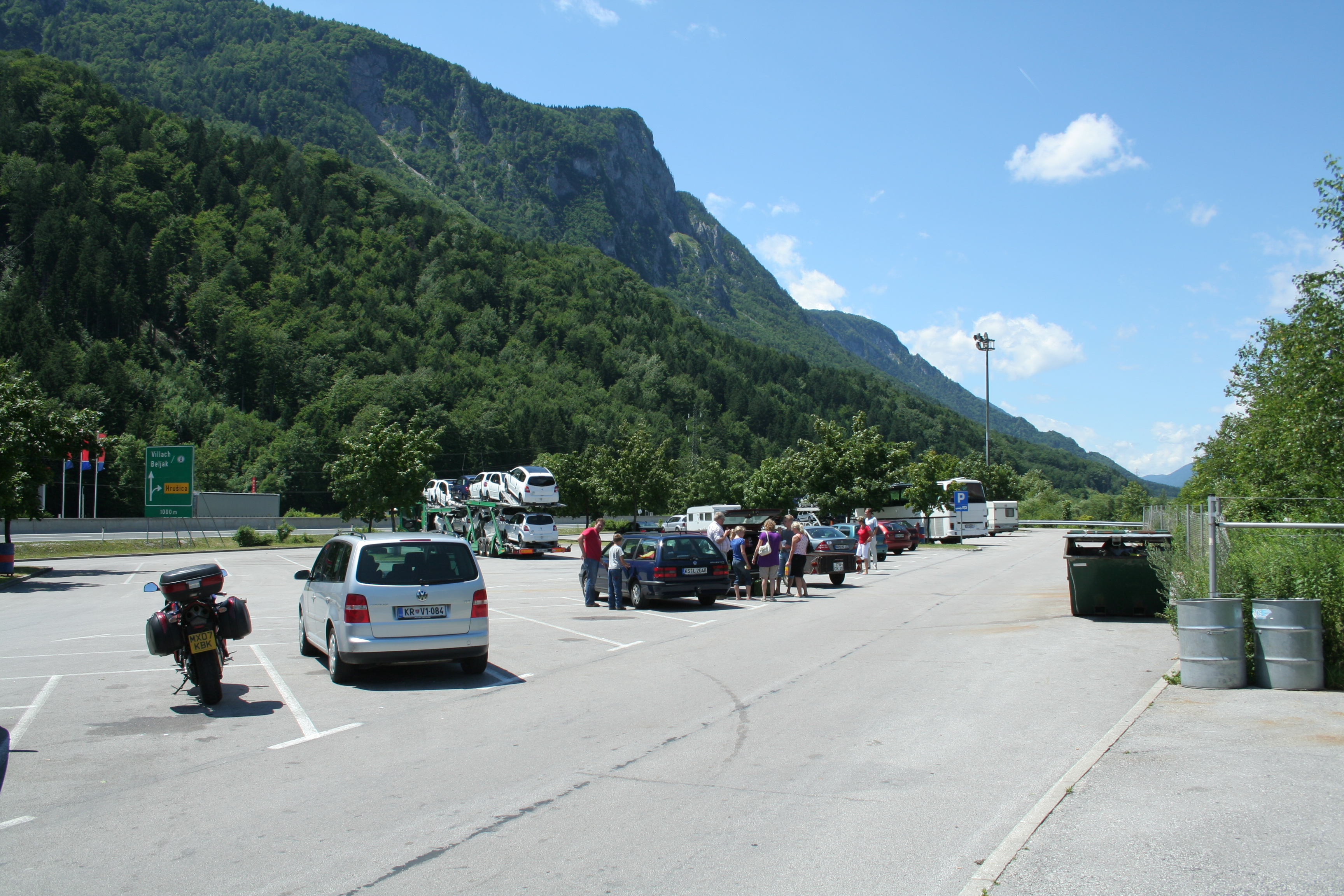
Jesenicei pihenőhely